# Memorándum de Polignac
El memorándum de Polignac fue un documento redactado por George Canning sobre el resultado de las conferencias sostenidas entre el 9 y 12 de octubre de 1823, entre él y el príncipe Jules de Polignac, embajador francés en Inglaterra, tras la restauración de Fernando VII de España como monarca absoluto. 
Ambos países (Francia e Inglaterra) coincidieron en que no había forma de que España recuperara sus colonias en América. El documento señalaba que Gran Bretaña y Francia no tenían intenciones de ayudar a España a conservar sus colonias en América Latina, y que ninguna nación europea tenía deseos de ganar territorio en la región, u obtener tratados de exclusividad comercial en la misma. 
Canning señalaba que actuaría en caso de intervención de otra potencia europea, y que si España no lo hacía, procedería a reconocer la independencia americana, sin importar la forma de gobierno monárquica, que aconsejaría al rey Jorge III sobre extender el reconocimiento diplomático a Buenos Aires, Colombia y México, y autorizar a los ministros británicos en Sudamérica a negociar con sus respectivos estados para alcanzar acuerdos comerciales.
Durante ese período, los Estados europeos habían formado la Quíntuple Alianza después del Congreso de Viena de 1815 con el fin de restaurar el balance europeo después de las Guerras Napoleónicas. Jean-Baptiste de Villèle, primer ministro francés bajo Luis XVIII, vio el memorándum como una manera de negar a Fernando VII la ayuda en sus intenciones de reconquistar sus colonias. El 2 de diciembre de 1823 los Estados Unidos dieron a conocer también su doctrina Monroe en favor de la causa americana, aunque debido a su limitada posición internacional fue tomada con indiferencia por las potencias europeas.